# Drycothaea rotundicollis
Drycothaea rotundicollis es una especie de escarabajo longicornio del género Drycothaea, familia Cerambycidae. Fue descrita científicamente por Galileo & Martins en 2010.
Habita en Costa Rica. Los machos y las hembras miden aproximadamente 7,5 mm.